# Le Grillon du foyer (film, 1933)
Pour les articles homonymes, voir Le Grillon du foyer.
Pour plus de détails, voir Fiche technique et Distribution.
Le Grillon du foyer est un film français de Robert Boudrioz sorti en 1933.

## Synopsis
Au foyer de John et de Dot, parents d'un bébé, où vit aussi Tilly, la nurse, un grillon de cheminée porte-bonheur stridule. 
John et Dot hébergent pour quelques jours un inconnu mystérieux venu leur rendre visite.
Leur voisin, l'avare M. Tackleton, emploie dans son atelier de jouets le pauvre Caleb. Ce dernier a une fille aveugle, Berthe, à qui il cache toutes les misères du monde pour ne pas ternir son bonheur. Il a aussi un fils, Edouard, parti pour l'Amérique du Sud, et dont on n'a plus de nouvelles. May, la fiancée de ce dernier, le croyant mort, s'apprête à épouser Tackleton, bien que ne l'aimant pas.
Tout-à-coup, le grillon du foyer s'arrête de striduler.

## Fiche technique
- Titre : Le Grillon du foyer
- Réalisation : Robert Boudrioz
- Scénario : Robert Boudrioz, d'après l’œuvre éponyme (The Cricket on the Hearth) de Charles Dickens, Bradbury and Evans, Londres, (20-12-1845)
- Directeur de la photographie : Roger Hubert
- Musique : André Cadou
- Producteur : M. Daymon
- Sociétés de production : Les Films Acropole, Ciné-Coop
- Société de distribution : Ciné-Coop
- Pays d'origine :  France
- Format : Noir et blanc - 35 mm - Son mono - 1,33:1
- Genre : Drame
- Date de sortie : 
  - France : 25 juin 1937[1]

## Distribution
- Jeanne Boitel : Berthe
- Jim Gérald : John
- Mona Cartier : May
- Gustave Hamilton : le vieux Caleb
- Nane Germon : Dot
- Guy Favières : Tackleton
- Maurice Cloche : Edouard
- Pierre Finaly : Le père de Dot
- Rose May : Tilly
- Henriette Moret : Mrs. Fielding
- Marthe Sarbel : la mère de Dot
- Paul Bascol